# Amarillo crepúsculo
El amarillo crepúsculo, amarillo ocaso o amarillo n.º 6 es un colorante alimentario sintético, de color naranja claro, que se utiliza en la fabricación de productos alimenticios de consumo masivo. Los alimentos que lo pueden contener son las mermeladas de albaricoque, galletas y productos de pastelería, sopas instantáneas, batido de chocolate, harina para rebozar, entre otros. Se debe tener especial cuidado de no confundir el amarillo n.º 6 con el amarillo n.º 5 (tartrazina)
C.I. 15985
Imparte a los alimentos a los que se añade un color naranja (amarillo crepúsculo o amarillo ocaso).

## Origen del colorante
Colorante sintético azoico.

## Seguridad
La ingesta diaria admisible (ADI) es de 0-4 mg/kg bajo las directivas de la Unión Europea y la FAO.: 465 
(CI 15958 : SIN 110) Posibles lesiones renales a altas concentraciones. Mansicidor.
El amarillo crepúsculo no tiene carcinogenicidad, genotoxicidad ni toxicidad para el desarrollo en las cantidades en las que se usa.: 465 